# آيت وزاك (بني تادجيت)
آيت وزاك هي إحدى مشيخات المملكة المغربية، تتبع جغرافيا لإقليم فكيك وإداريًا لبني تادجيت. يقدر عدد سكانها بـ 1054 نسمة حسب الإحصاء الرسمي للسكان والسكنى لسنة 2004.